# AcademiX GNU/Linux
AcademiX GNU/Linux es una distribución de Linux basada en Debian, desarrollada específicamente para la educación. La distribución se basó en la distribución Debian Linux (Stretch/Buster) y contiene software libre, software gratuito y software propietario para la educación. Los programas incluidos en la distribución son para todos los niveles de educación, desde la escuela primaria hasta los niveles superior y/o universitario.
En enero de 2015, apareció la primera versión llamada EDU Ro e incluyó en un kernel Debian una cantidad de aproximadamente 120 "programas para la educación". Posteriormente, debido a los requisitos del usuario, se agregaron varios programas y se cambió el nombre de la distribución a AcademiX GNU/Linux.

## Histórico
Como resultado del esfuerzo especial del desarrollador principal de esta distribución, Dumitru Luta y un grupo de entusiastas, apoyados en este empeño por el Prof.Dr. Jalobeanu Mihail, en enero de 2015 aparece la primera versión llamada EDU Ro e incluye un núcleo Debian con alrededor de 120 "programas de educación". Posteriormente, debido a los requisitos del usuario, se agregaron varios programas y se cambió el nombre de la distribución a AcademiX

## EDU
Edu es una aplicación de gestión de software que permite la instalación rápida de programas educativos. Basado en el proyecto de los desarrolladores de la distribución Linux Mint.
Se han agregado nuevas categorías necesarias para la educación como Matemáticas, Física, Biología, Química, Docente, Electrónica, Geografía, Genética, Lenguas Extranjeras, Programación, Arquitectura, Robótica, Estadística, Laboratorios virtuales.
Los repositorios de AcademiX/Debian tienen actualmente más de 130 aplicaciones para educación, tanto para la escuela primaria como para la escuela secundaria y la universidad. La mayoría de las aplicaciones son de código abierto o gratuitas, por lo que alumnos, estudiantes y profesores pueden realizar lecciones interactivas en el proceso educativo sin costo adicional.

### Lista de aplicaciones en la EDU
Arquitectura
- LibreCad
- FreeCad
- BrlCad
- Sweet Home 3D
- Openscad
- Gcad3d
- Leocad
- Solvespace

Biología
- BALLView
- Clustalx
- Gwyddion
- Cytoscape
- SeaView
- Treeviewx
- StarBiochem
- NCBI Genome Workbench
- Biogenesis
- Adun
- Voxbo
- Imagevis3d

Química
- Bkchem
- Chemtool
- Gchempaint
- Gelemental
- Jmol
- Rasmol
- Xmakemol
- Avogadro
- Cain
- Easychem
- GDIS
- Gperiodic
- Pymol
- Kalzium
- Viewmol
- King-probe
- Openbabel-gui
- Vsim

Electrónica
- Electric
- gEDA
- Kicad
- Eagle
- GUIDO VAN ROBOT NG
- Oregano
- Qelectrotech
- Fritzing
- Logisim
- QsapecNG
- gLogic
- Xcircuit
- Qflow
- Picsimlab
- Laserboy
- Stlinkgui

Idiomas extranjeros
- Anki
- Babiloo
- Gconjugue
- Langdrill

Genética
- StarORF
- Aevol
- Gbench
- Stargenetics
- VGLII

Geografía
- Virtualplanet
- TunnelX
- Survex
- SUMO
- Skychart
- Savi
- Saga
- Pysatelittes
- OpenUniverse
- Marble
- Kstars
- Hnsky
- Gaia Sky
- CCDCIEL
- AWeather
- Planets
- Google Earth
- Stellarium
- Qgis
- Aladin
- Openuniverse

Gráfica
- Gimp
- Dia
- Wings3d
- Blender
- yEd
- K3D
- Inkscape
- Synfig Studio
- Art Of Illusion
- Ilastik
- Fiji
- Darktable

Internet
- Opera
- Vivaldi
- Chromium
- Midori
- Firefox
- Teamviewer
- Veyon
- Anydesk
- Filezilla
- NoMachine
- Googler
- Pale Moon
- Dropbox

Matemáticas
- eXtrema
- Euler
- FreeMat
- Galculator
- Geogebra
- Geomview
- Kalgebra
- KBruch
- Mathomatic
- Relational
- wxMaxima
- Pyromaths
- Cinderella
- Optgeo
- DrGeo
- Geophar
- Scilab
- Smath Studio
- Octave
- Scram
- Salome-Meca
- Model builder

Oficina
- Shotwell
- Gthumb
- Pysycache
- Tux Paint
- Libre Office
- Abiword
- Calligra
- Gnumeric
- Planner
- WPS

Física
- Tracker
- Light Speed
- Step
- MaxFEM
- Openmeca
- Tracker Physlet
- Mocassin

Para el Profesor
- Ardora
- OpenTeacher
- Timetable Generator

Programación
- Pycharm
- Spyder IDE
- Lazarus
- Dbeaver
- Brackets
- Alice 3
- Atom
- Codeblocks
- Texstudio
- Visual Studio
- Phpmyadmin
- Codelite
- Qt Creator
- SQL Workbench
- Eclipse
- Netbeans
- Anjuta
- Geany
- Scratch
- Aptana Studio
- Greenfoot
- Idle3
- Monodevelop

Robótica
- Choreonoid
- V-REP-PRO-EDU
- Arduino

Estadística
- Qtiplot
- Scidavis
- Gretl

Laboratorio virtual
- Virtual Microscop
- Virtual lab Chemistry
- Molecular Workbench
- PhET
- VGLII
- OpenRocket
- Mars simulator project
- GNS3
- Camotics
- Gravit
- Neuraldesigner
- Nrn

Medicina
- Aeskulap
- Cronometer
- Ctsim
- Cvsim
- Entagle
- King
- Itksnap
- Mricon
- Openmolar
- Slicer
- Xmedcon

Energía
- Grassmarlin
- Openfoam
- Openscada
- Pwr56

Astronomía
- Skychart
- Skycat
- Siril
- Astroffers
- Wxastrocapture
- Aladin
- Cdciel
- Eqmodgui
- Gaiasky

Ingenería
- Code-aster-gui
- Code-aster-run
- Calculix-ccx
- Calculix-cgx
- Cba
- Cgns-convert
- Code-saturne
- Eficas
- Freecad
- Gerris
- Gfsview
- Gmsh
- Librecad
- Netgen
- Oce-draw
- Openfoam
- Pythoncad
- Sailcut
- Scram
- Solvespace
- Openmeca
- Salome-meca
- Paraview
- Sasview
- Esysparticle
- Metview

Resursos online:
- anatomicalterms-online
- anatomycorner-online
- anatomylearning-online
- biodigital-online
- biologycorner-online
- caskviewer-microscop-online
- getbodysmart-online
- innerbody-online
- instantanatomy-online
- zoouniverse-online
- zygotebody-online
- citadelle-online
- cymath-online
- desmosgeometry-online
- dudamath-online
- ipracticemath-online
- ixlmath-online
- khanacademy-online
- math10-online
- mathhelp-online
- mathlets-online
- math-online
- mathonline
- mathplanet-online
- mathplaygroundgames-online
- mathway-online
- quickmath-online
- schoolyourself-online
- symbolabgraphing-calculator-online
- webmath-online
- wileycollege-online
- physics-chemistry-interactive-online
- phixr-online
- mp3cut-online
- online-audio-converter
- online-video-cutter
- clipconverter-online
- convert-video-online
- extract-online
- pdf24-online
- pdfescape-online
- pdf-io
- pdf-resizer
- circuitlab-online
- easyedaeditor-online
- eewebtools-online
- audio-joiner-online
- gutenberg-online
- histography-online
- infotopia-online
- iseek-online
- kidtopia-online
- refseek-online
- scholar-google-online
- virtuallrc-online
- teachertopia-online

## Colaboraciones
- Universidad de Colorado con el proyecto PhET (proyecto de simulación interactiva). Fundado en 2002 por el premio Nobel Carl Wieman, PhET ha creado un conjunto de ejercicios interactivos de matemáticas y ciencias. Las simulaciones PhET se basan en una amplia educación, investigación y formación de los estudiantes en un entorno intuitivo y similar a un juego, donde los estudiantes pueden aprender a través de la exploración y el descubrimiento. Su lema es: "¡INTERACTUAR, DESCUBRIR, APRENDER!"
- Software Kingsoft con WPS Office. Se nos permite ingresar en el repositorio las últimas versiones de Linux de la suite ofimática compatible con la suite de Microsoft Office.
- Universidad de Santiago de Compostela con MaxFEM. Simulación electromagnética basada en el método de elementos finitos.
- Khan Academy, famosa por sus materiales.
- Centro Nacional de Tecnología de la Información, Facultad de Automática y Computación, Universidad POLITÉCNICA de Bucarest.

## Requisitos del sistema
AcademiX se puede instalar tanto en computadoras con el BIOS antiguo como en sistemas UEFI donde se requiere Secure Boot.